# Juan Francisco Moncaleano
Juan Francisco Moncaleano (n. Colombia) fue un anarquista impulsor de la escuela racionalista en México, miembro fundador de la Casa del Obrero Mundial. Tiempo después se trasladó a Los Ángeles, California donde militó en la Casa del Obrero Mundial Internacional.

## Llegada a México
Moncaleano fue un anarquista colombiano, a pesar de que algunas fuentes indican que era de nacionalidad española, se sabe con certeza que antes de su llegada a México llegó al puerto de Veracruz proveniente de La Habana, Cuba, como exiliado político en junio de 1912. Estableció su residencia en la Ciudad de México en donde mantuvo relaciones con los anarquistas del país. Durante su estancia en Cuba escribió algunos artículos sobre Ferrer Guardia.

## Fundación de la Casa del Obrero Mundial

### Antecedentes
A su llegada a México establece vínculos con algunos gremios en la ciudad, fomentando la creación de escuelas que lleven a la práctica la labor pedagógica que anteriormente había llevado a cabo la Escuela Moderna en Barcelona, España. Pidiendo fondos económicos a diferentes organizaciones como la Unión de los Canteros del Distrito Federal y la Confederación Nacional de Artes Gráficas. Durante ese tiempo distribuyó diversos folletos en los que difundía los postulados generales de la Escuela Racionalista: Programa escolar para niños, bibliotecas para obreros y el desarrollo del sistema educativo que cooperaría a la par con los sindicatos obreros.

### Grupo Anarquista Luz
A finales del mes de junio en 1912 junto con Luis Méndez, Ciro Z. Ezquivel, J. Trinidad Juárez, Rodolfo García Ramírez, Eloy Armenta, Jacinto Huitrón y Pioquinto Roldan, Felipe Sánchez Martínez, Severino Rodríguez Villafuerte, Faustino Vargas, Rafael Islas, Severiano Serna, Alfonso Arteaga, Juan P. Hernández, Tomas Pérez, Agapito León Sánchez Martínez, entre otros, fundan el Grupo Anarquista Luz.
El 15 de julio dicha agrupación publica el periódico de tiraje quincenal ¡Luz!, del cual aparecieron solamente tres números. En el primer número, Moncaleano da a conocer el Manifiesto Anarquista del Grupo Luz, dicho manifiesto delimita los planteamientos políticos de la agrupación, en el cual destacan: la educación del obrero a través de los postulados racionalistas de acuerdo al programa pedagógico de Francisco Ferrer y la incitación al proletariado a sublevarse contra sus opresores. Casi un mes después publica un artículo en defensa de Ricardo Flores Magón quien se encontraba preso con tres compañeros más del Partido Liberal Mexicano en Los Ángeles, California.

### Casa del Obrero Mundial
En septiembre de 1912 participa en la Fundación de la Casa del Obrero Mundial, con la representación del sindicato de Canteros de la Ciudad de México. Era conocido en la Casa por recitar el texto anarquista Grito Rojo. el cual era recitado en las sesiones de trabajo. Influenciado por las ideas pedagógicas de Francisco Ferrer y Guardia, su trabajo político consistía en la creación de una Escuela Racionalista que tuviera como objetivo elevar el nivel cultural de los trabajadores,

## Exilio
A principios de septiembre de 1912 en el Teatro Principal durante un mitin obrero del Partido Popular Obrero, Moncaleano lanza una serie de críticas al proyecto de ley sobre accidentes de trabajo. El procurador de Justicia del Distrito Federal, Carlos Trejo y Lerdo de Tejada lo mandan a aprehender por la noche en el domicilio del Grupo Luz; número 51, interior 20, Calle de la Paz (actualmente la calle Jesús Carranza).
Fue remitido a la primera delegación de policía, Comisaría de la plazuela del Carmen, en donde declaró ser de nacionalidad española. Tras 72 horas de incomunicación es deportado a las Islas Canarias, sin embargo, es rechazado y lo remiten a la La Coruña, España. El día de su liberación los miembros del grupo anarquista que había fundado se reúne con algunos representantes gremiales de la Casa del Obrero Mundial para decidir la expulsión de Moncaleano. Ese mismo año el Grupo Anarquista Luz y su publicación quincenal ¡Luz! son clausurados por el gobierno de Francisco I. Madero.
Al llegar a España pide ayuda económica al Partido Liberal Mexicano, con ese dinero decide trasladarse a Los Ángeles, California. Donde crea y organiza la Casa del Obrero Internacional (sucursal en el extranjero de la Casa del Obrero Mundial). Años después es acusado de utilizar ese  centro obrero con fines personales

## Legado
Uno de los tantos proyectos que conformaron a la Casa del Obrero Mundial, fue la Escuela Racionalista que impulso Moncaleano desde su llegada a México. Y aunque la Escuela Racionalista no pudo concluir un ciclo escolar durante la gestión y organización de la Casa del Obrero Mundial, fue el antecedente directo de otros proyectos pedagógicos que se llevaron a cabo en el decenio de 1920, en el sur del país como el de las Escuelas Racionalistas que impulsó Salvador Alvarado en el estado de Yucatán o el de algunas escuelas que se crearon en el estado de Tabasco, siguiendo los mismos lineamientos pedagógicos. Por lo que gracias a Moncaleano la Casa del Obrero Mundial logró ser el referente como divulgador de ideas libertarias pedagógicas. José de la Luz Mena fue uno de los impulsores que dieron eco a las ideas de Moncaleano.